# Interprivacy
Interprivacy es una norma internacional desarrollada a través del programa de investigación europeo. Está gestionada por el Centro Europeo para la Certificación y la Privacidad (ECCP) y se pone a disposición de los organismos de certificación cualificados de forma gratuita.
Interprivacy está diseñado para certificar el cumplimiento de las obligaciones clave de algunas de las principales normativas de protección de datos personales, tales como:
- Reglamento General de Protección de Datos (RGPD)

- El Convenio 108+ del Consejo de Europa sobre protección de datos

- El Marco de Protección de Datos UE-EE. UU. (DPF)

- El Marco Global de Reglas de Privacidad Transfronteriza (Global CBPR) y el Marco de Privacidad de la APEC

- El Marco de la ASEAN para la Protección de Datos Personales

- El Convenio de la Unión Africana sobre Ciberseguridad y Protección de Datos Personales, también conocido como Convenio de Malabo

- Las Normas de Protección de Datos Personales para los Estados Iberoamericanos

Interprivacy ha sido aprobado formalmente por el Foro Internacional de Acreditación (IAF), y cualquiera de los 95 organismos nacionales de acreditación del IAF puede conceder la acreditación para utilizar el sistema.
Aunque se ajusta a los criterios y la metodología básicos del Sello Europeo de Protección de Datos, en virtud del artículo 42 del RGPD, Interprivacy se ha diseñado deliberadamente para ser neutral en términos geográficos. Las organizaciones pueden utilizar sus criterios para documentar y certificar el cumplimiento de las obligaciones básicas en materia de protección de datos en múltiples regiones, lo que facilita el reconocimiento mutuo entre diferentes normas de privacidad.